# Лобынщина
Лобынщина — деревня в Усвятском районе Псковской области России. Входит в состав Церковищенской волости (с 1995 года, ранее — в Церковищенский сельсовет).

## География
Находится на юге региона, в восточной части района, в лесной местности, в 14 км от райцентра Усвяты и в 3 км от волостного центра Церковище.
Уличная сеть не развита.

## Население
| 2001 | 2002 | 2010 |
| ---- | ---- | ---- |
| 38   | ↗44  | ↘24  |

Численность населения деревни по оценке на начало 2001 года составляла 38 человек.

## Инфраструктура
Личное подсобное хозяйство.
Почтовое отделение, обслуживающее д. Лобынщина — 182583; расположено в волостном центре д. Церковище.

## Транспорт
Просёлочная дорога.